# José María Sanz-Pastor Mellado
José María Sanz-Pastor Mellado   (Llorca, 16 de juliol de 1941 - Madrid, 12 de gener de 2025) va ser un polític i diplomàtic espanyol, governador civil durant la transició espanyola i ambaixador. Fill de José María Sanz-Pastor Fernández de Piérola, es va llicenciar en dret a la Universitat de Madrid. El 1968 es va casar amb María del Carmen Moreno de Alborán y Vierna. L'1 de juny de 1969 va ingressar a la carrera diplomàtica i fou nomenat secretari de l'ambaixada espanyola a Gabon, on va atendre els refugiats de la guerra de Biafra i els espanyols que fugien de Guinea Equatorial.

## Biografia
Durant la transició espanyola va militar a la Unió del Centre Democràtic (UCD). De 1977 a 1980 fou governador civil de la província de Cadis, en la que va rebre crítiques per multar als piquets sindicals en les vagues i s'enfrontà amb l'alcalde de Cadis per l'ampliació del port. De juliol a desembre de 1980 fou governador civil de la província d'Alacant, i durant el seu mandat fou demandat per CCOO i el PCE per injúries. De desembre de 1980 a setembre de 1982 fou governador civil de la província de Sevilla, i de setembre a desembre de 1982 delegat del govern a Andalusia, on també es va enfrontar a l'alcalde de Sevilla per la seva política repressiva contra els vaguistes de fam de Marinaleda, contra els qui va enviar la guàrdia civil.
El 1983 fou nomenat cònsol general a Perpinyà i el 1991 ambaixador d'Espanya a Tanzània, així com acreditat a Comores, Maurici, Madagascar, Burundi i Ruanda. Deixà aquest destí el 1997 quan fou nomenat ambaixador d'Espanya a la República d'Irlanda, càrrec que va ocupar fins a setembre de 2000.